# Psychotria divergens
Psychotria divergens är en måreväxtart som beskrevs av Carl Ludwig von Blume. Psychotria divergens ingår i släktet Psychotria och familjen måreväxter. Inga underarter finns listade i Catalogue of Life.